# Nemo (chanson)
Singles de Nightwish
Bless the Child
(2002) Wish I Had an Angel
(2004)
Nemo est le premier single extrait du cinquième album de Nightwish intitulé Once. Il est sorti le 26 avril 2004 et était interprété par l'ancienne chanteuse lyrique du groupe, Tarja Turunen. Le clip a été réalisé par Antti Jokinen.
Cette musique servira comme générique de fin au film La Crypte, de Bruce Hunt.